# Up! (pel·lícula de 1976)
Up! és una pel·lícula de comèdia sexual softcore del 1976 dirigida per Russ Meyer i protagonitzada per Raven De La Croix, Robert McLane, Kitten Natividad i Monty Bane.

## Trama
Un home anomenat Adolf Schwartz, que és Adolf Hitler amagat, viu en un castell al nord de Califòrnia. Després d'una orgia al calabós amb tres dones (la dona amb caputxa, la cap etíop, la japonesa) i un home (Paul), és assassinat quan algú posa un peix piranya voraç a la seva banyera.
Una dona voluptuosa anomenada Margo Winchester apareix més tard a la propera ciutat de Miranda i contacta amb el xèrif local Homer Johnson. Intenta fer avançaments però la Margo el rebutja coqueta (en aquest punt). Després d'això és recollida per Leonard Box, un conegut esvalotador i fill d'un propietari d'una serradora. Esclata una discussió amb el resultat que Leonard sotmet i viola la Margo inconscient, després d'això ella el mata per accident. D'això n'és testimoni Homer, però encobrwix l'incident perquè el pare milionari de Box posaria la Margo a la presó per sempre i, per descomptat, està excitat per la bella tetona. Així que la Margo i l'Homer acaben dormint junts, començant una mena de relació, però mútuament infidel com es pot veure més tard.
Homer ajuda a la Margo a trobar feina al restaurant local, l'Alice's. És propietat d'Alice, que està casada amb Paul, que servia sexualment a Schwartz. A l'Alice també li agraden les dones, representades anteriorment a la pel·lícula. En Paul és igualment infidel, estava interessat en Limehouse i després que la Margo acabi de treballar i va a banyar-se al Salmon Creek, la persegueix. Mentre la Margo es despulla al costat del rierol, Paul fa el mateix abans d'apropar-se a ella i tenen relacions sexuals. Homer, que abans havia aturat una dona per una infracció de trànsit i l'havia deixat anar després d'una felació, està al llit amb una nadiua americana anomenada Pocohontas i l'expulsa fora de casa quan sent que s'acosta la furgoneta de la Margo, després que ella i Paul acabin la seva cita. Encara nua entra a la casa, aparentment preparada per a una segona volta amb Homer que està sota la dutxa per netejar-se, escaldant-se amb aigua calenta per accident. La Margo comenta sobre el seu penis vermell que ho ha d'haver fet amb una índia!
Kitten Natividad interpreta el "Cor grec", que apareix nua entre les escenes de la pel·lícula per proporcionar narració, detalls de la trama i actualitzacions.
La Margo fa un espectacle de striptease en un bar que provoca la reacció del llenyataire Rafe que la viola. Els altres convidats se l'uneixen i fugen quan arriba Homer, els dos homes s'acaben matant-se l'un a l'altre!
Es revela que l'Alice va cometre l'assassinat perquè estava gelosa de Schwartz, que també era el seu pare, dormint amb el seu marit, i que la Margo és una policia encoberta per investigar el crim.

## Repartiment
- Raven De La Croix com Margo Winchester
- Edward Schaaf com Adolph Schwartz
- Robert McLane com Paul
- Kitten Natividad com el cor grec
- Candy Samples com la dona amb caputxa (com Mary Gavin)
- Su Ling com la japonesa
- Janet Wood com Sweet Li'l Alice
- Linda Sue Ragsdale com Gwendolyn
- Monty Bane com Homer Johnson
- Marianne Marks com Chesty Young Thing
- Larry Dean com Leonard Box
- Bob Schott xom Rafe
- Foxy Lae com Pocohontas
- Ray Reinhardt com El comissionat
- Elaine Collins com la cap etíop

## Producció
A principis dels 70 Russ Meyer va fer dos flops seguits, The Seven Minutes i Black Snake abans de tornar al seu estil anterior amb Supervixens. Va dir ""He tornat al pit gros, a les mandíbules quadrades, a molta acció i al sexe més sensacional que hagis vist mai", va dir. "He tornat al que faig millor: sexe eròtic, còmic, sexe, sexe... i mai més me n'allunyaré."
Supervixens va ser un èxit i Meyer va dir després: "Vaig aferrar-me al que sé que funciona i fer una imatge X després de la següent i ser encara més escandalosa amb el sexe i seguir empenyent els límits cada cop més."
"Segur que apel·la a un interès lascivant", va dir Meyer. "Per què no apel·leu a un interès lascivant?"
A la pel·lícula hi actuava Kitten Natividad, amb qui Meyer es relacionaria sentimentalment. Més tard, Natividad va dir que li "encantava" fer la pel·lícula. Ella estava còmodament amb la nuesa "però el que era incòmode era quan em dirigia i jo tenia totes aquestes grans línies i em deia "no parpellegis" i jo estava de cara al sol i els meus ulls s'assecaven... Va ser incòmode fer-ho perquè em vaig asseure en arbres que tenien formigues pujant-me pel cul."
La pel·lícula va tenir lloc i es va rodar a una petita cabana a Salmon Creek, prop de Miranda, al nord de Califòrnia, a la cabana d'estiu de Wilfred Bud Kues, que apareix com a part d'equip de producció de les pel·lícules i amic de tota la vida de Russ Meyer, després d'haver-se conegut a l'estació aèria naval d'Alameda durant la Segona Guerra Mundial, i esmentat a la tremenda biografia de 3 volums de Russ. La recollida internacional de Bud el 1953 i l'aparició a la pel·lícula de la ciutat real de Miranda del mestre de correus William Bill Klute eren força reals, i encara són records dels residents més antics de la petita ciutat el comtat de Humbolt.
Meyer va dir que va trobar que "hi havia molta objecció a la violència" a la pel·lícula. "Sempre vaig sentir que la prendrien de la manera que jo la vaig presentar. Que si un home tenia una destral de doble morda enterrada al pit, encara podria arrencar-la, córrer 100 iardes i matar un gegant amb una motoserra. Però "S'ho van prendre molt seriosament. Així que el que he fet és imitar la violència que havia tingut abans i sembla tenir una bona reacció."
Meyer va dir que la pel·lícula va costar gairebé tant com Ultravixens "simplement perquè vaig haver de fer tantes insercions i així successivament. El cost del rodatge addicional pot ser molt important. Cal tenir en compte l'escalada dels costos del laboratori."

## Recepció
Meyer va dir més tard que "no estava especialment" satisfet amb la pel·lícula. "En aquell moment estava bastant satisfet, però veig moltes raons per les quals no va tenir tant d'èxit com Supervixens.

## Refeències
1. ↑  «Up (1976)» (en anglès).  The New York Times. [Consulta: 5 gener 2013].
2. 1 2  Meyer: Up to his old chicks againPreston, Marilynn. Chicago Tribune 27 Apr 1975: e16.
3. ↑  Russ Meyer, Almost An American Institution: Russ Meyer, Almost an American Institution By Kenneth Turan. The Washington Post 9 Nov 1976: B1.
4. ↑  «The No Fi Interview with Kitten Natavidad».
5. ↑  Douglas Kues, fill de Wilfred Kues
6. ↑  oficines de correus històriques i registres de diaris
7. 1 2 3  Russ Meyer: Ten Years After the 'Beyond' Ebert, Roger. Film Comment; New York Vol. 16, Iss. 4, (Jul/Aug 1980): 43-48,80.